# Comé-comédie
Chansons représentant la France au Concours Eurovision de la chanson
Un jardin sur la Terre
(1971) Sans toi
(1973)
Comé-comédie, est une chanson composée et écrite par Frédéric Botton, interprétée par Betty Mars pour représenter la France au Concours Eurovision de la chanson 1972 qui se déroulait à Édimbourg, en Écosse.
La chanson a également été enregistré par l'interprète en allemand, sous le titre Komödiant der Liebe (« Comédien de l'amour »).

## Thème des paroles
Il s'agit d'une chanson modérément rythmée. Les paroles traitent de la joie des amants quand ils se disent qu'ils s'aiment.

## À l'Eurovision
Elle est intégralement interprétée en français, langue nationale, comme l'impose la règle entre 1966 et 1973. L'orchestre est dirigé par Franck Pourcel pour la quinzième et dernière fois.
La chanson est la deuxième chanson interprétée lors de la soirée, après Mary Roos qui représentait l'Allemagne avec Nur die Liebe läßt uns leben et avant Sandie Jones qui représentait l'Irlande avec Ceol an Ghrá (en). La chanson a terminé à la 11e place du classement, avec 81 points,.

## Liste des titres
| A1. | Comé-comédie   | Frédéric Botton | Frédéric Botton | 2:57 |
| B1. | Mon café russe | Frédéric Botton | Frédéric Botton | 3:40 |

## Classements

### Classements hebdomadaires
| Classement (1972)                       | Meilleure position |
| --------------------------------------- | ------------------ |
| Belgique (Wallonie Ultratop 50 Singles) | 25                 |

## Historique de sortie
| Pays                                    | Date | Format   | Label    |
| --------------------------------------- | ---- | -------- | -------- |
| France Belgique Espagne                 | 1972 | 45 tours | Pathé    |
| Allemagne Pays-Bas Portugal Royaume-Uni | 1972 | 45 tours | Columbia |